# Conorhynchos conirostris
Conorhynchos conirostris es una especie de peces de la familia Pimelodidae en el orden de los Siluriformes.

## Morfología
• Los machos pueden llegar alcanzar los 53,5 cm de longitud total.

## Hábitat
Es un pez de agua dulce y de clima tropical.

## Distribución geográfica
Se encuentran en Sudamérica: río São Francisco (Brasil ).